# Últimos testigos: Fraga Iribarne – Carrillo, comunista
Últimos testigos: Fraga Iribarne – Carrillo, comunista és una pel·lícula documental espanyola del 2009 formada per dos segments basats en un únic concepte: Fraga iribarne, dirigit per José Luis López-Linares i Carrillo, comunista, dirigit per Manuel Martín Cuenca, dos testimonis de la història d'Espanya i dues versions de la transició espanyola aprofitant el 30è aniversari de la Constitució espanyola de 1978.

## Sinopsi
El documental repassa la història contemporània d'Espanya aprofitant el testimoniatge privilegiat de dos supervivents polítics i comptant amb una vasta documentació formada per imatges d'arxiu, fotografies, declaracions de personatges com Ramón Tamames o Alberto Ruiz Gallardón, i cartes inèdites que enriquiran les revelacions dels protagonistes. Amb Manuel Fraga Iribarne es repassen qüestions com la Segona República, el paper de l'Església, la figura de Franco, els nacionalismes o la transició. Amb Santiago Carrillo, també testimoni protagonista del que la majoria de companys, i fins i tots deixebles han mort, parla de les seves decisions, que han influït en el rumb dels esdeveniments i a vegades els han marcat significativament. Va repassar el seu paper durant la Junta de Defensa de Madrid i manifiesta que no va ser responsable de les matances de Paracuellos.

## Premis i nominacions
- Medalles del Cercle d'Escriptors Cinematogràfics de 2009: Millor documental (nominat)[5]
- Goya al millor documental (2009) (Nominat)[6]
- XIX Premis Turia: Premi al millor documental[7]